# Ona sonora
Una ona sonora és una ona longitudinal que transmet el que s'associa amb el so. Si es propaga en un medi elàstic i continu genera una variació local de pressió o densitat, que es transmet en forma d'ona esfèrica periòdica o cuasiperiòdica. Mecànicament, les ones sonores són un tipus d'ona elàstica.
Les variacions de pressió, humitat o temperatura del medi, produeixen el desplaçament de les molècules que el formen. Cada molècula transmet la vibració a les quals es troben al seu voltant, provocant un moviment en cadena. Les diferències de pressió generades per la propagació del moviment de les molècules del medi produeixen en l'oïda humana una sensació descrita com a so.

## Propagació
El so està format per ones mecàniques elàstiques longitudinals o ones de compressió en un medi. Això significa que:
- Per a propagar-se necessita accedir a un material (aire, aigua, cos sòlid) que transmeti la pertorbació. És el propi medi el que produeix i propícia la propagació d'aquestes ones amb la seva compressió i expansió. Perquè pugui comprimir-se i expandir-se és imprescindible que aquest sigui un medi elàstic, ja que un cos totalment rígid no permet que les vibracions es transmetin. Així doncs, sense un mitjà elàstic no hi hauria so, ja que les ones sonores no es propaguen en el buit.
- A més, els fluids només poden transmetre moviments ondulatoris en què la vibració de les partícules es dona en direcció paral·lela a la velocitat de propagació al llarg de la direcció de propagació. Així els gradients de pressió que acompanyen a la propagació d'una ona sonora es produeixen en la mateixa direcció de propagació de l'ona, sent per tant aquestes un tipus d'ones longitudinals (en tots els sòlids també poden propagar-se ones elàstiques transversals).[2]

Les ones sonores es desplacen també en tres dimensions i els seus fronts d'ona en medis isòtrops són esferes concèntriques que surten des del focus de la pertorbació en totes les direccions. Per això són ones esfèriques.

## Percepció i mesura
La recepció d'una ona sonora per l'oïda engendra una vibració de les partícules de l'aire situades davant del timpà, amb freqüències i amplitud determinades. Aquesta vibració pot considerar-se també com deguda a les variacions de pressió de l'aire en el mateix punt. La pressió de l'aire s'eleva sobre la pressió atmosfèrica i després es fa inferior a ella, seguint la llei d'un moviment harmònic simple de la mateixa freqüència que el d'una partícula d'aire. El màxim excés de pressió sobre l'atmosfera es denomina amplitud dels canvis de pressió, i es demostra que és proporcional a l'amplitud de l'elongació.
L'hertz (Hz) és la unitat que expressa la quantitat de vibracions que emet una font sonora cada unitat de temps (freqüència). L'orella humana pot percebre ones sonores de freqüències entre els 20 i els 20.000 Hz. Les ones que posseeixen una freqüència inferior als 20 Hz es denominen infrasòniques i les superiors a 20.000 Hz, ultrasòniques.
La sensació de sonoritat és la percepció sonora que l'home té de la intensitat d'un so. La sonoritat es mesura per mitjà d'una unitat de mesura anomenada fon, que utilitza una escala arbitrària. El zero (cridat "llindar d'audició") correspon a I0= 1 × 10−12 W/m².